# Korvbröd

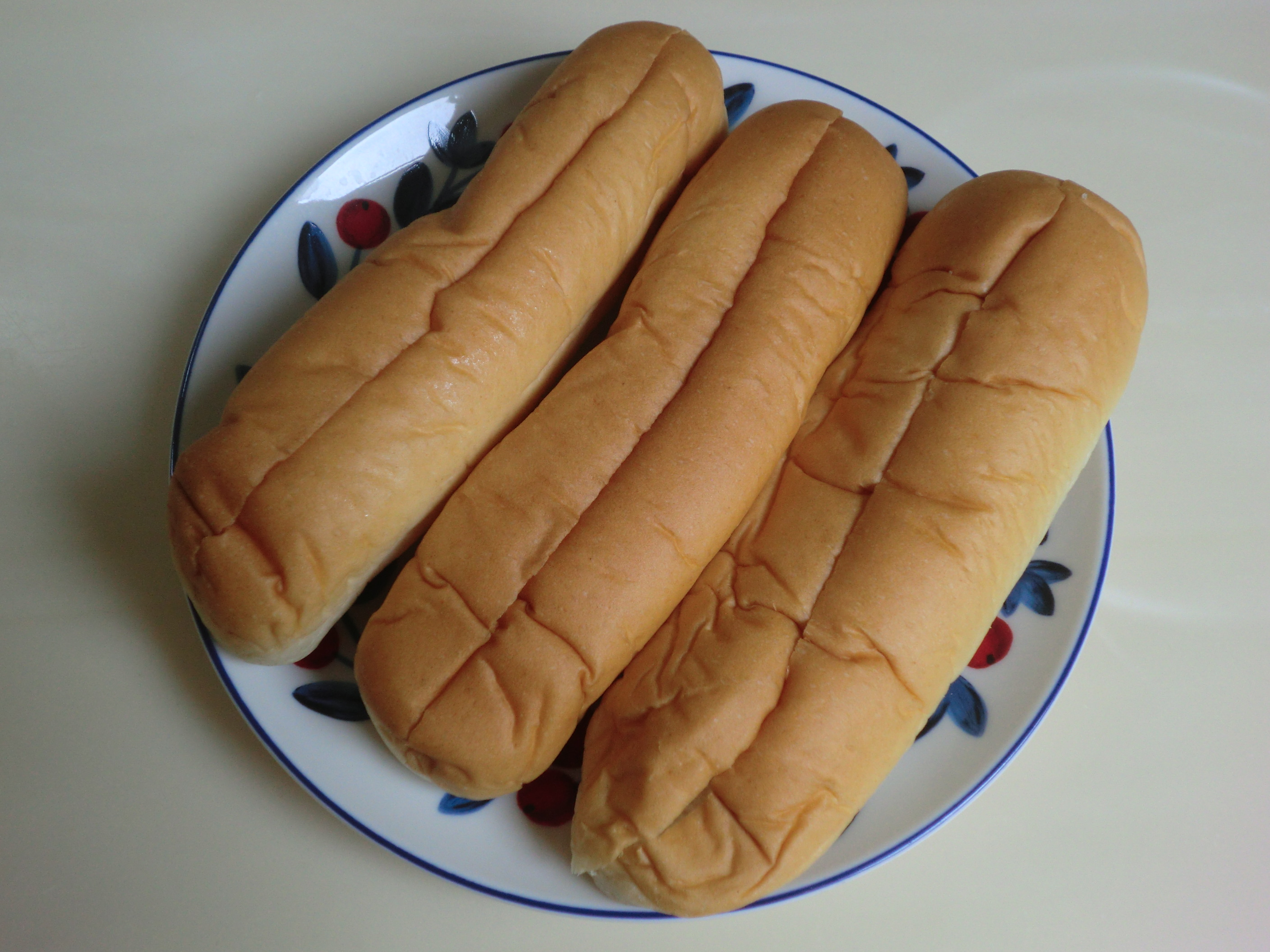
Tre skurna korvbröd.

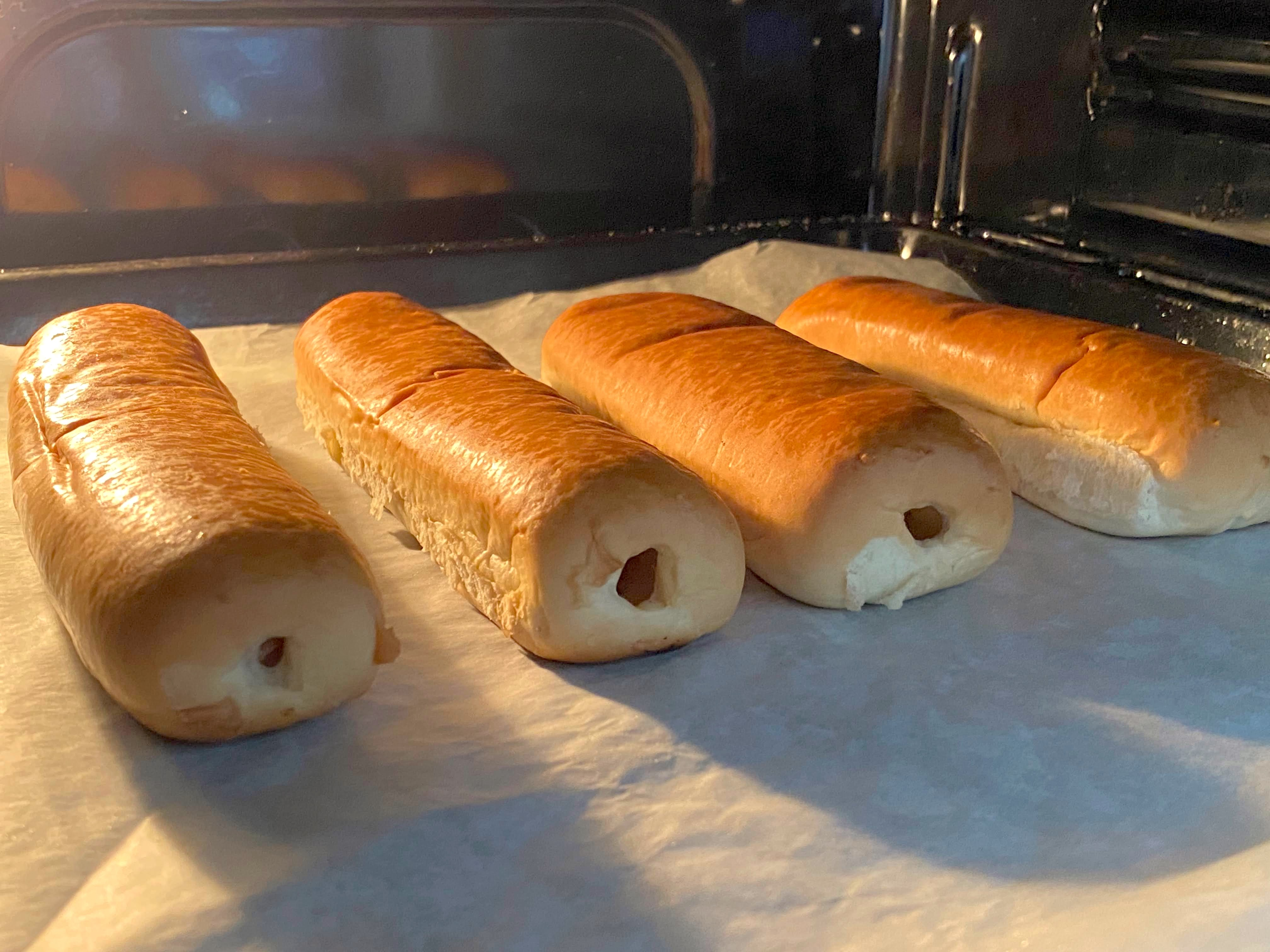
Korvbröd med hål i Nederländerna.

Korvbröd är ett bröd avsett att fyllas med en eller flera korvar.
Vanligtvis är det bakat av vetemjöl och skärs i en längsgående skåra som är avsedd att ge plats för en varm korv. Måltiden kallas på svenska vanligen korv med bröd och internationellt hot dog. Industriellt tillverkade korvbröd brukar vara färdigskurna. Brödet gör korvmåltiden mera mättande, tjänar som isolering omkring den varma korven och kan hålla eventuella övriga tillbehör på plats.
Luffare är en måltid där korvbrödet fylls med potatismos, ketchup och senap, men ingen korv. Namnet kommer av att måltiden blev billigare utan korv, så att även luffare med ont om pengar kunde ha råd med den.
Om korvbrödet fylls med både korv och potatismos kan maträtten kallas hel special (alternativt halv special eller specialare).

## Historia
Bröd som tillbehör till korv kom till i USA vid Världsutställningen i Saint Louis 1904, som ett resultat av att kunderna inte återlämnade de grytlappshandskar som korven serverades med där. En tid tillverkades korvbröden av överblivna degklumpar i bagerier, och marknadsfördes som ätbara servetter.

### Sverige
I Sverige var det under 1950-talet ännu många försäljningsställen som inte serverade korv med bröd. Istället brukade korven serveras i papper. I slutet av 1950-talet rullade tillverkare korvbröd för hand, då efterfrågan fortfarande var låg. Den maskinella tillverkningen tog fart under 1960-talet. Under 2000-talet exporterar Sverige korvbröd till olika delar av världen.